# Diviciorii Mici, Cluj
Diviciorii Mici (în maghiară Kisdevecser, în germană Klein Däwäts) este un sat în comuna Sânmărtin din județul Cluj, Transilvania, România.

## Bibliografie

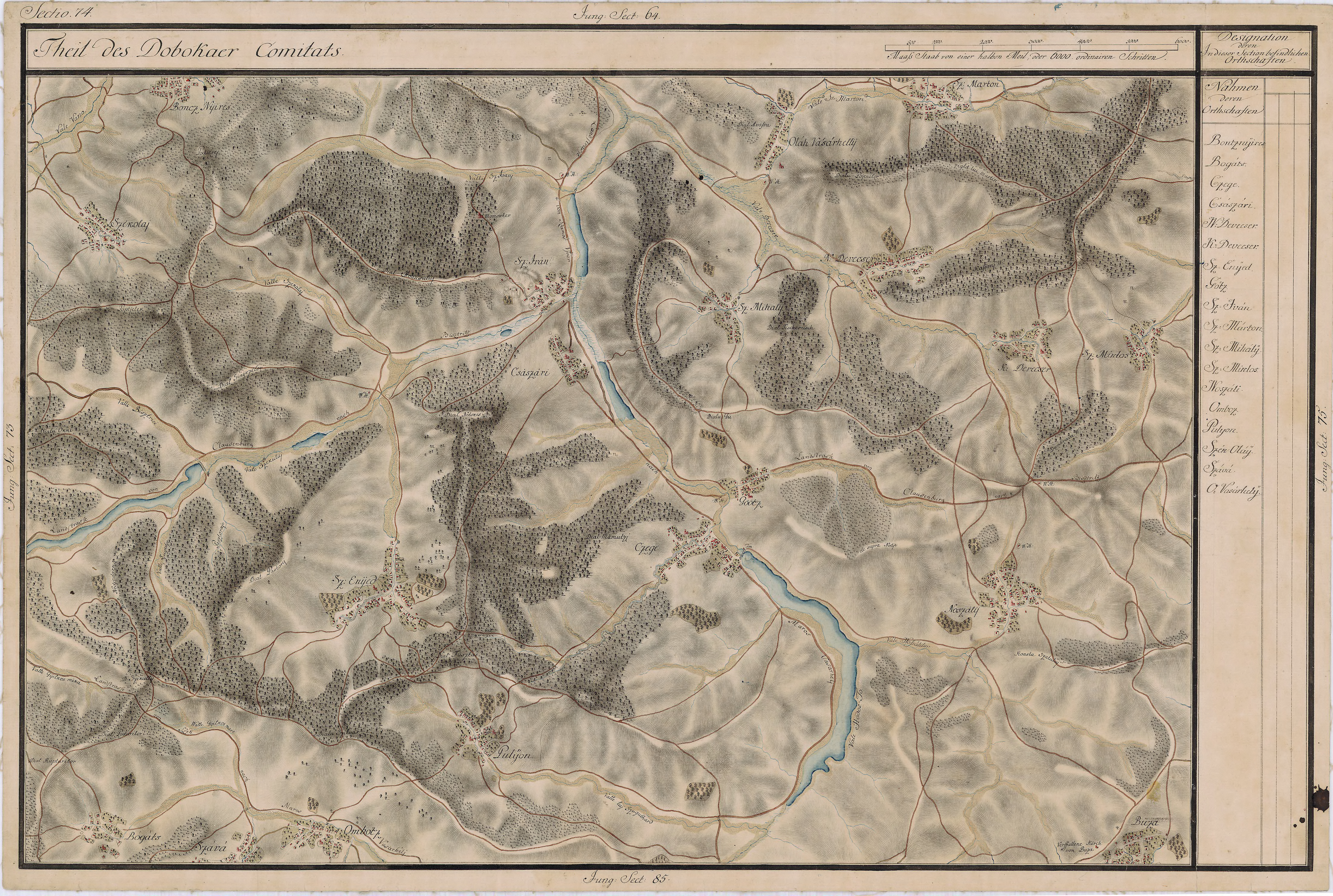
Diviciorii Mici în Harta Iosefină a Transilvaniei, 1769-73

## Galerie de imagini

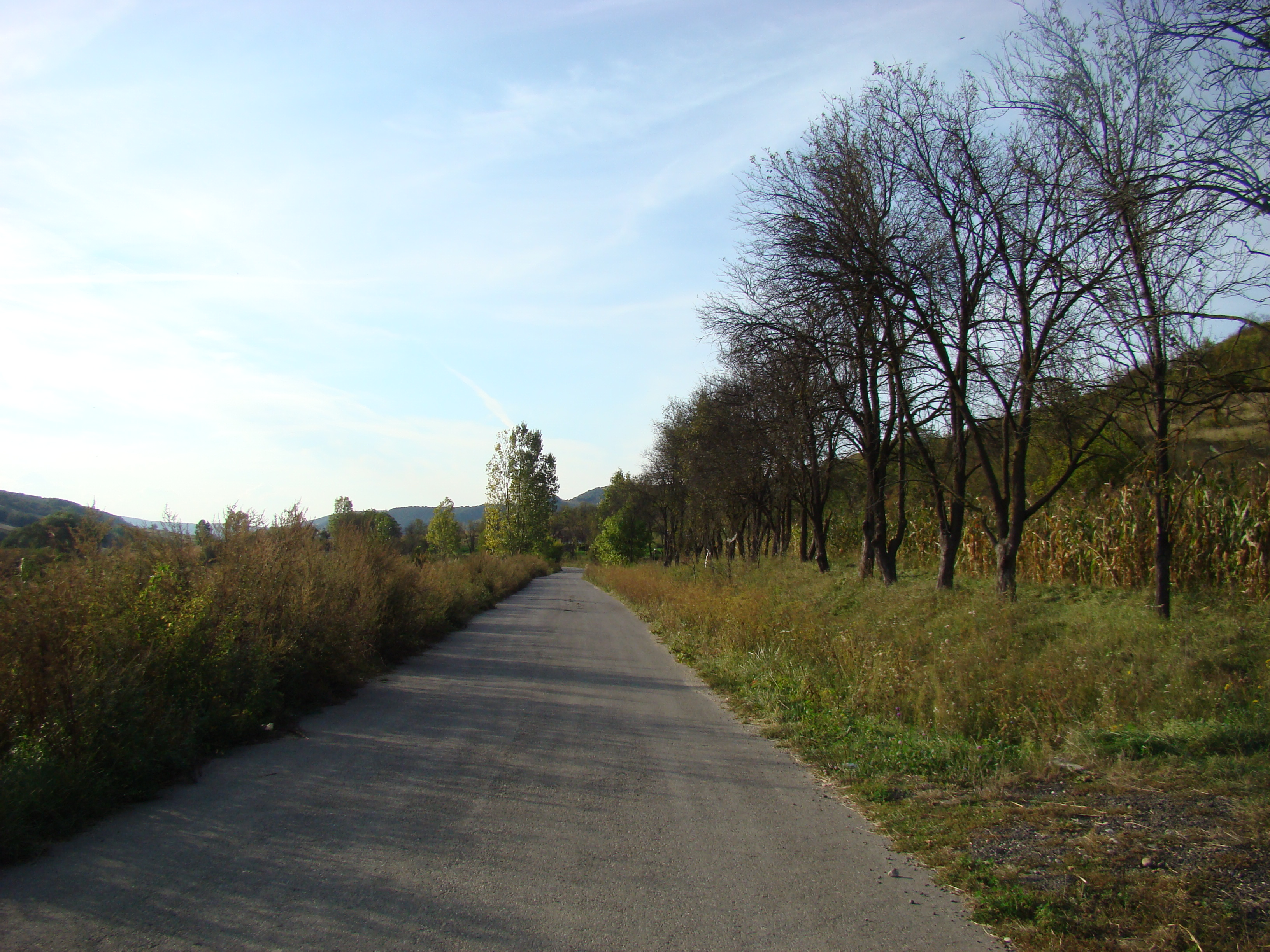
Drumul Diviciorii Mari-Diviciorii Mici
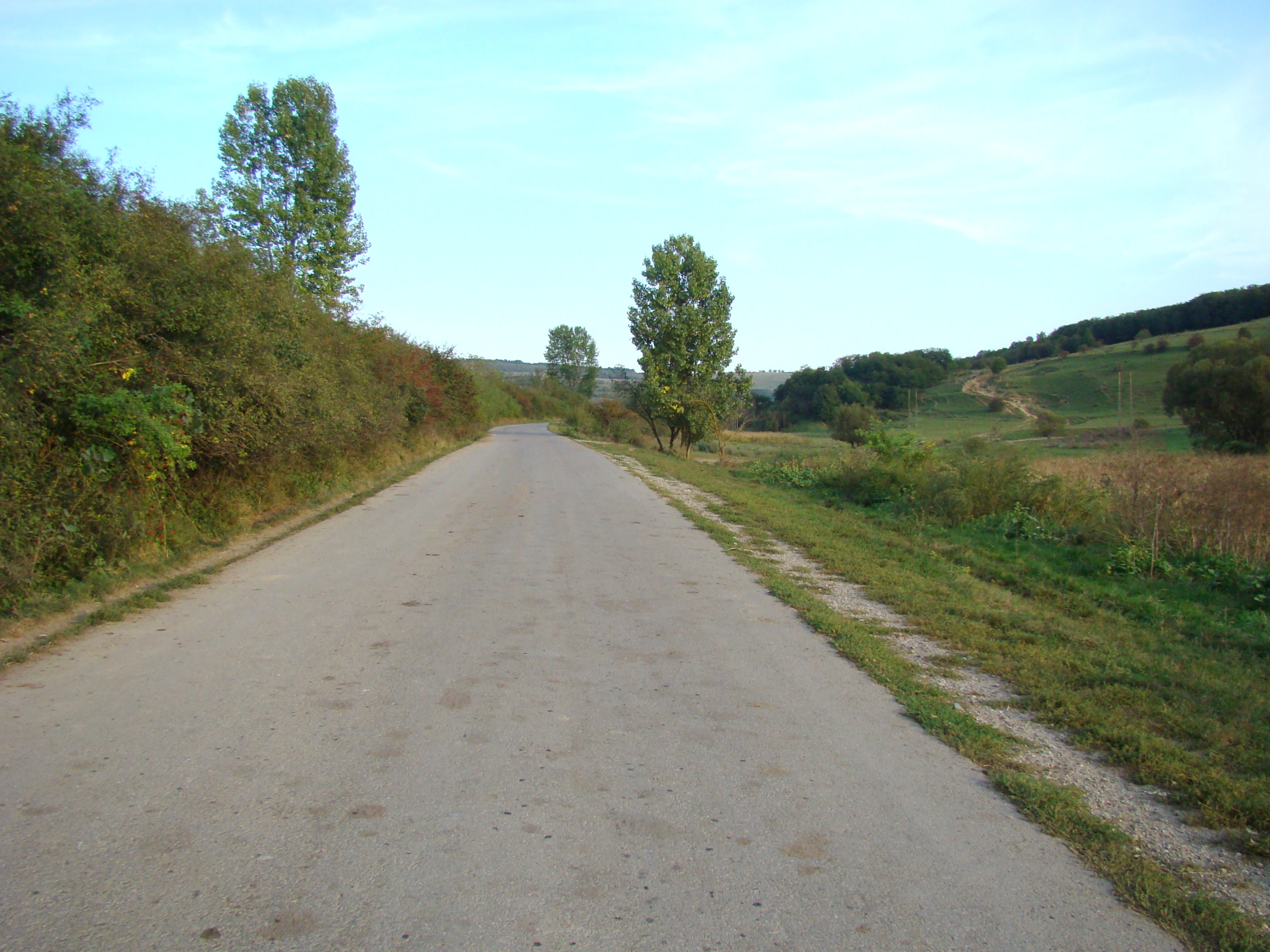
Drumul Diviciorii Mari-Diviciorii Mici
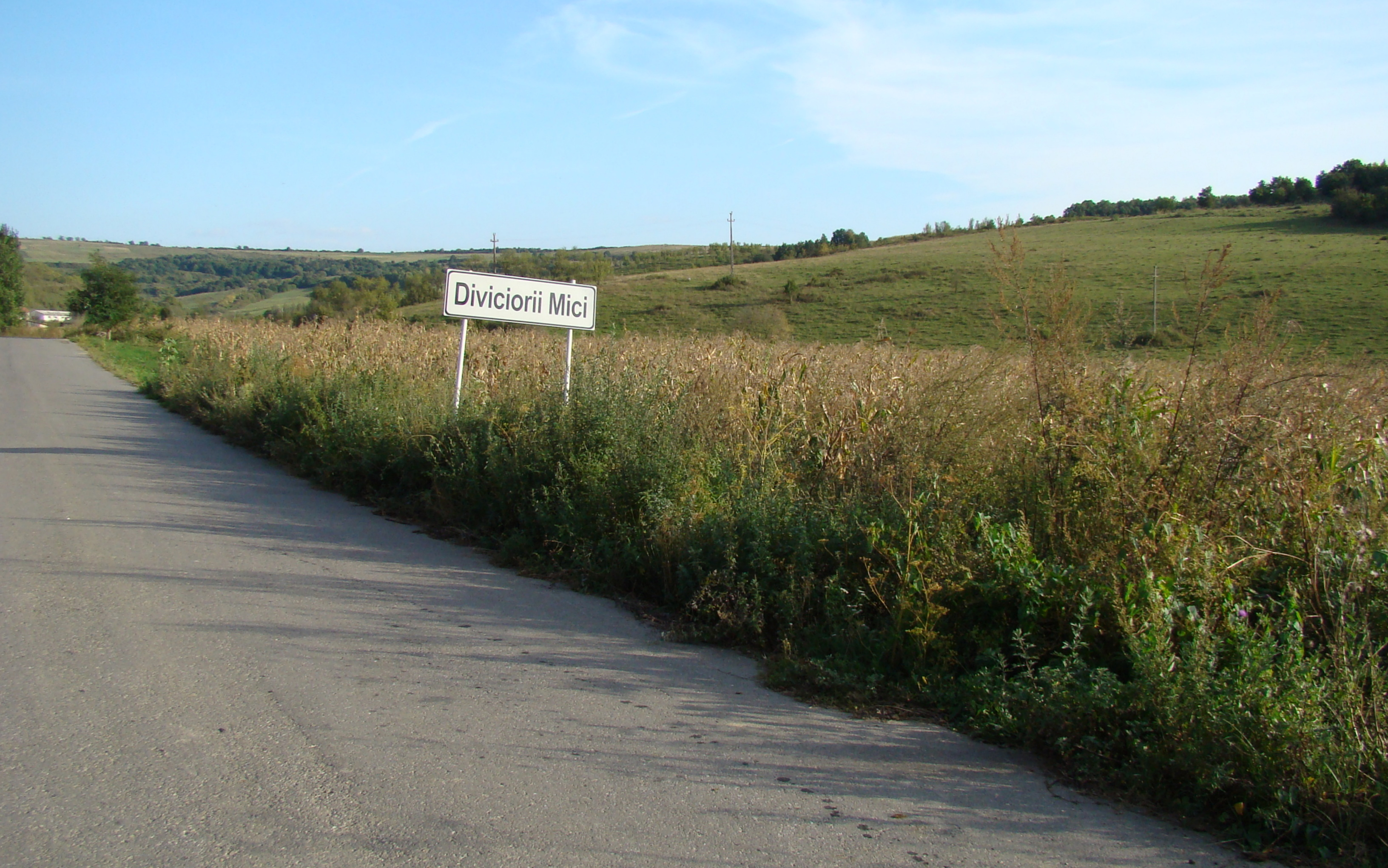
Intrarea în localitate
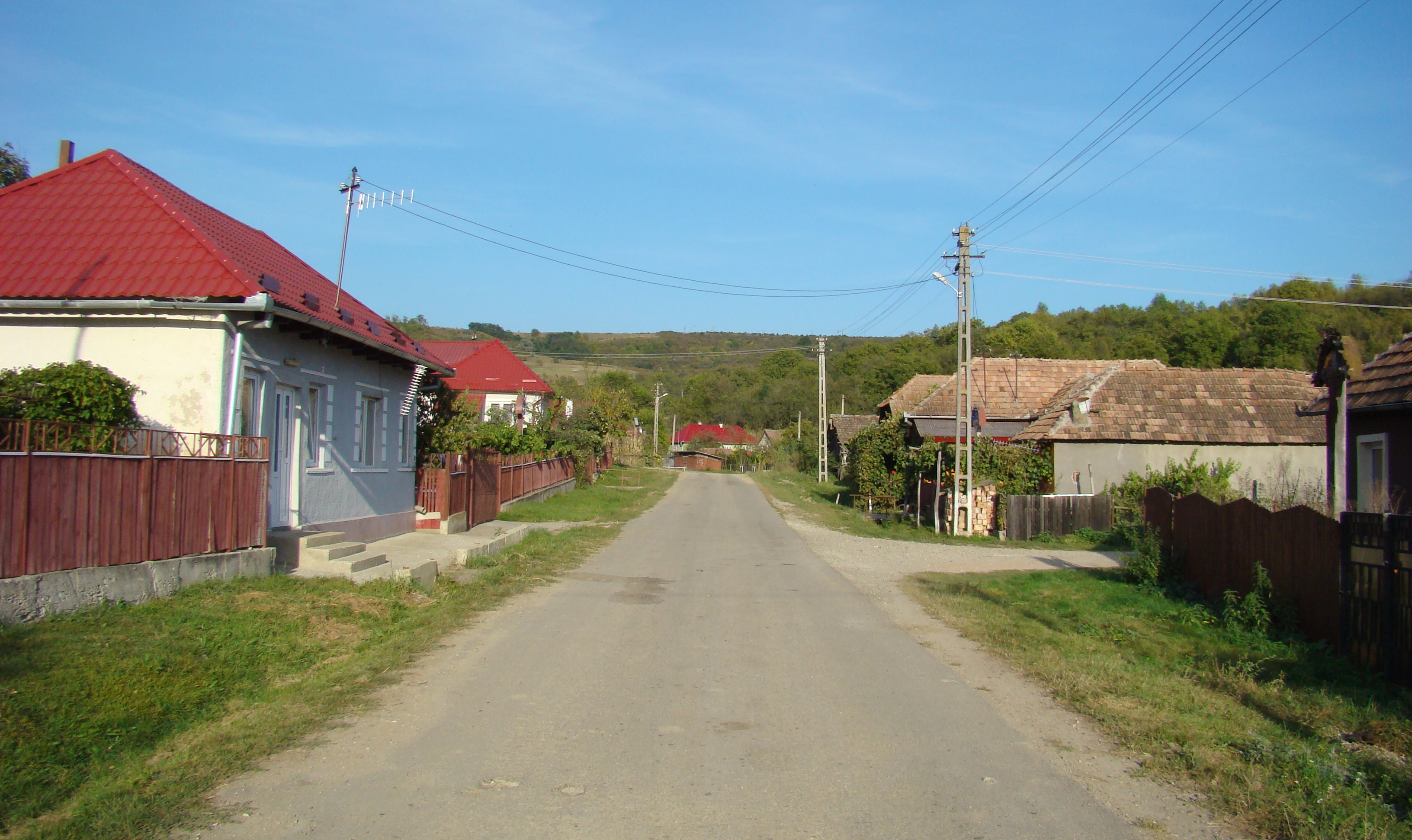
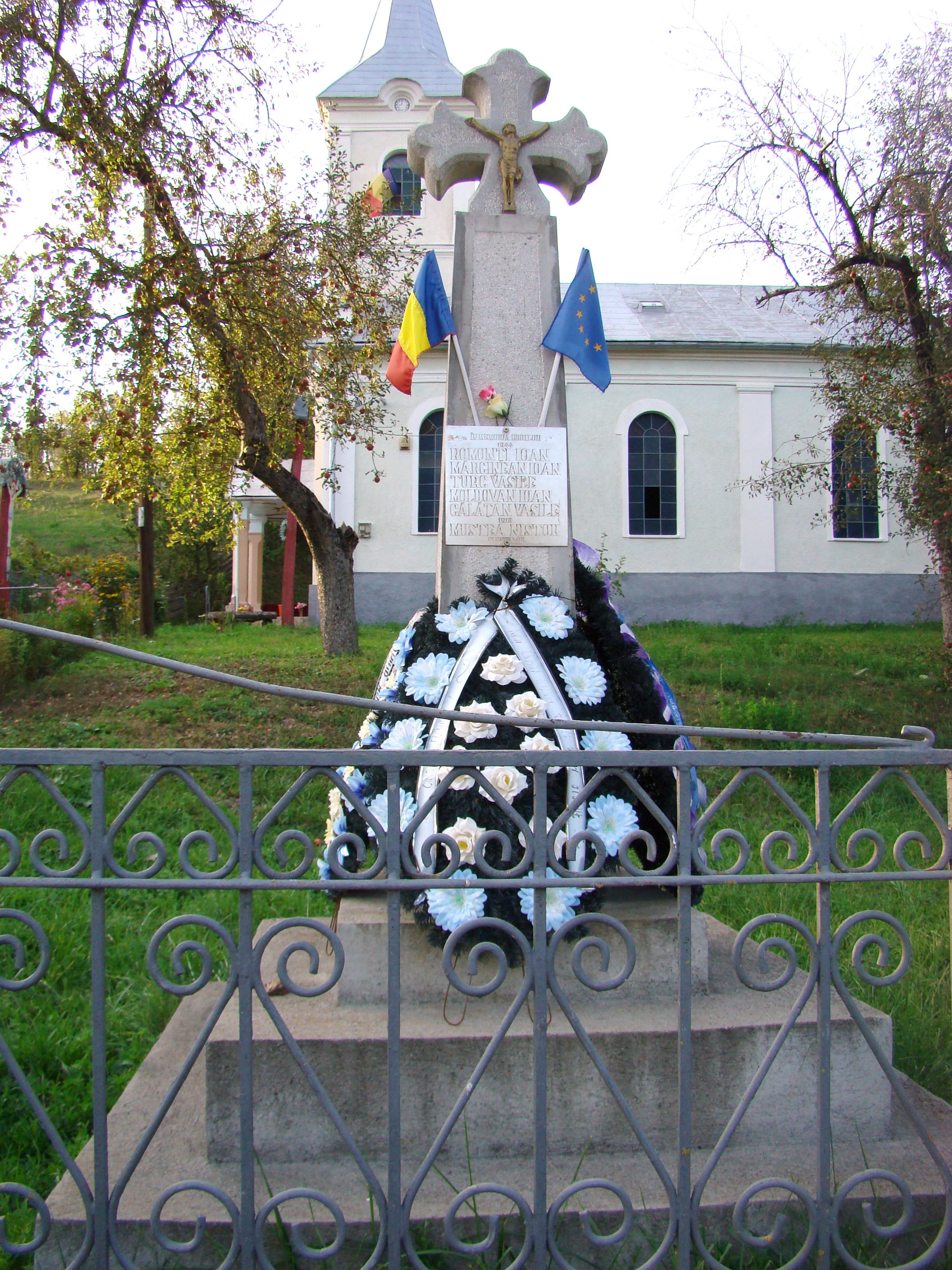
Monumentul Eroilor
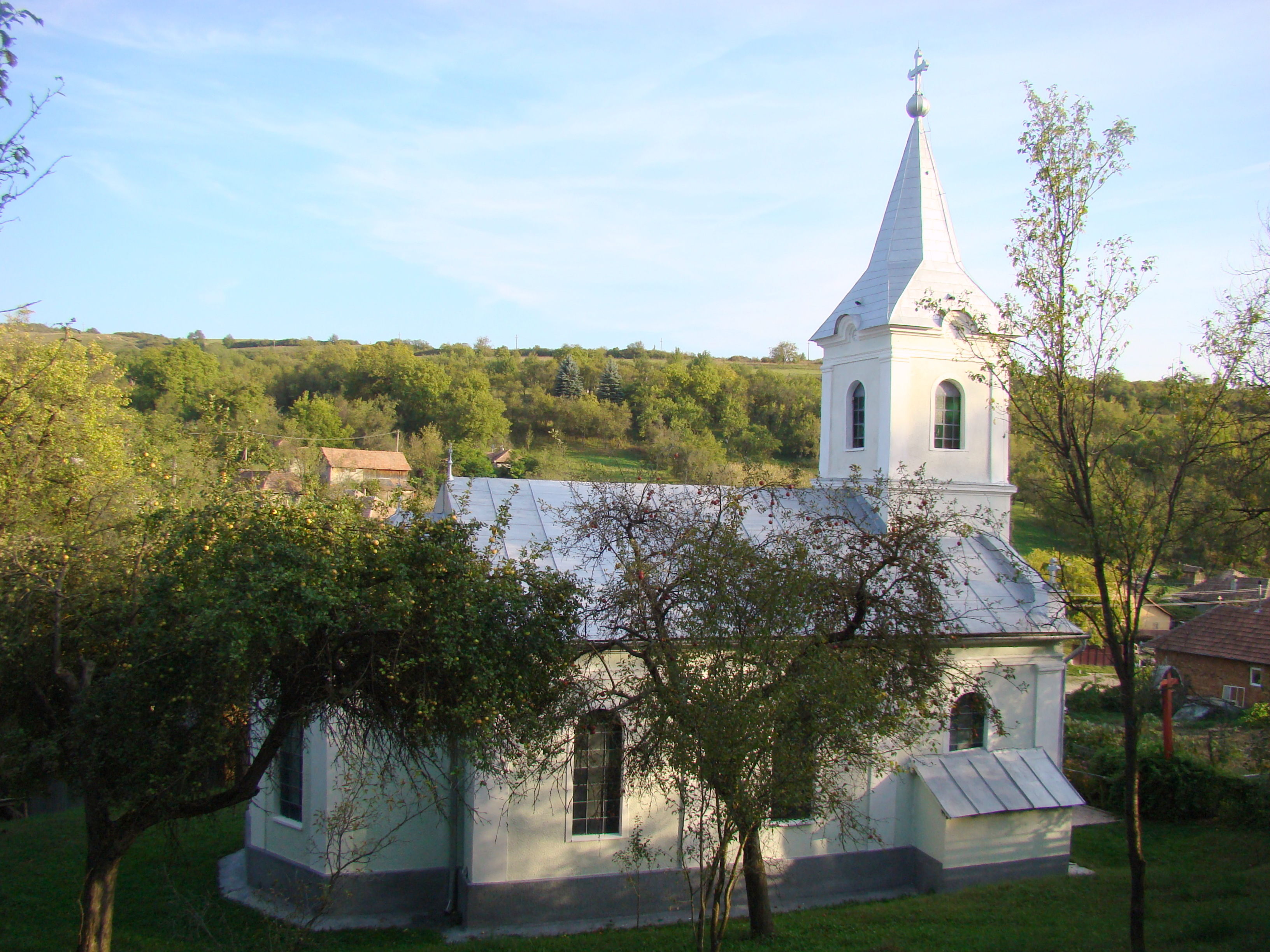
Biserica ortodoxă, singura din localitate
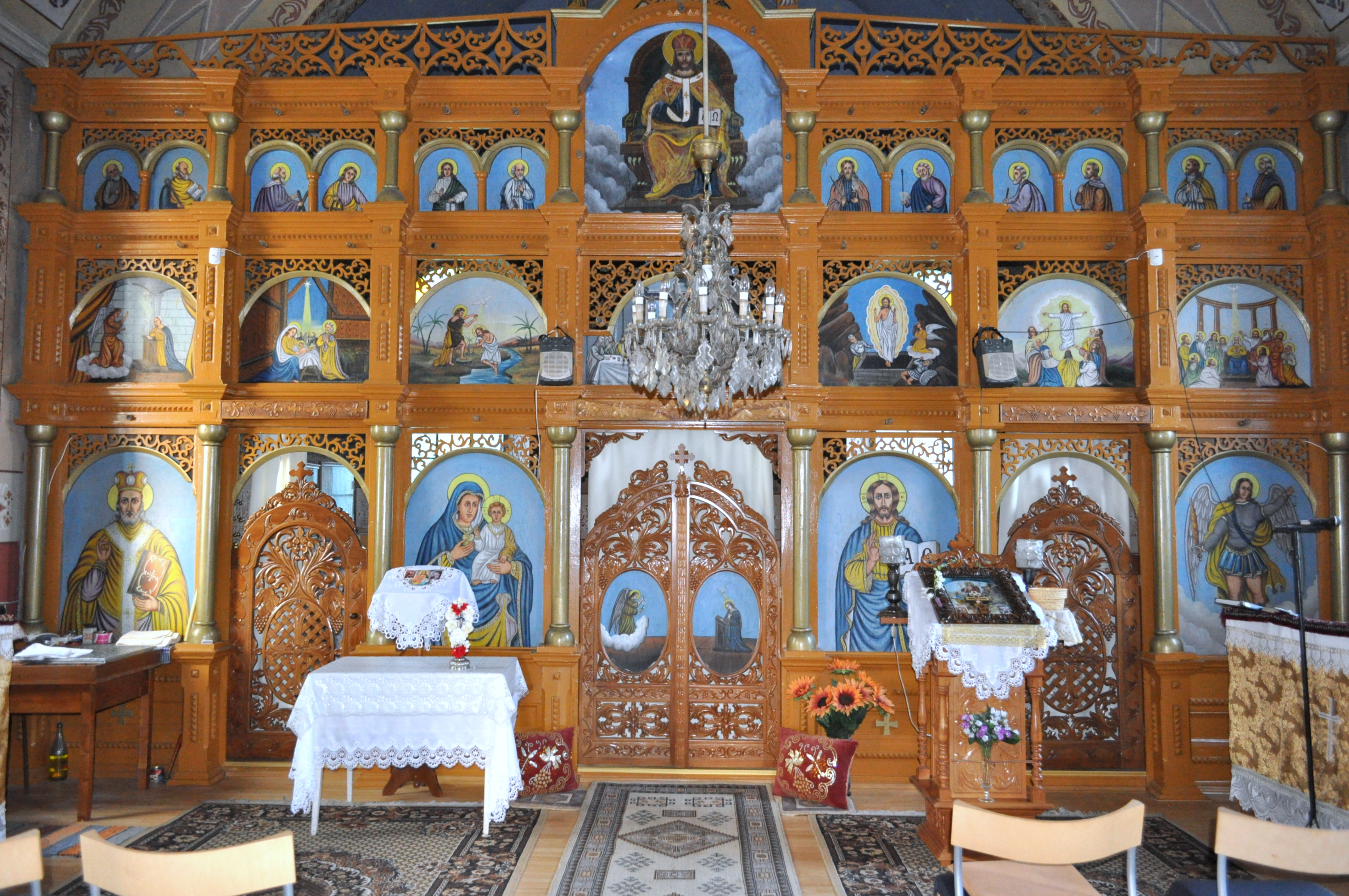
Biserica ortodoxă (iconostasul)
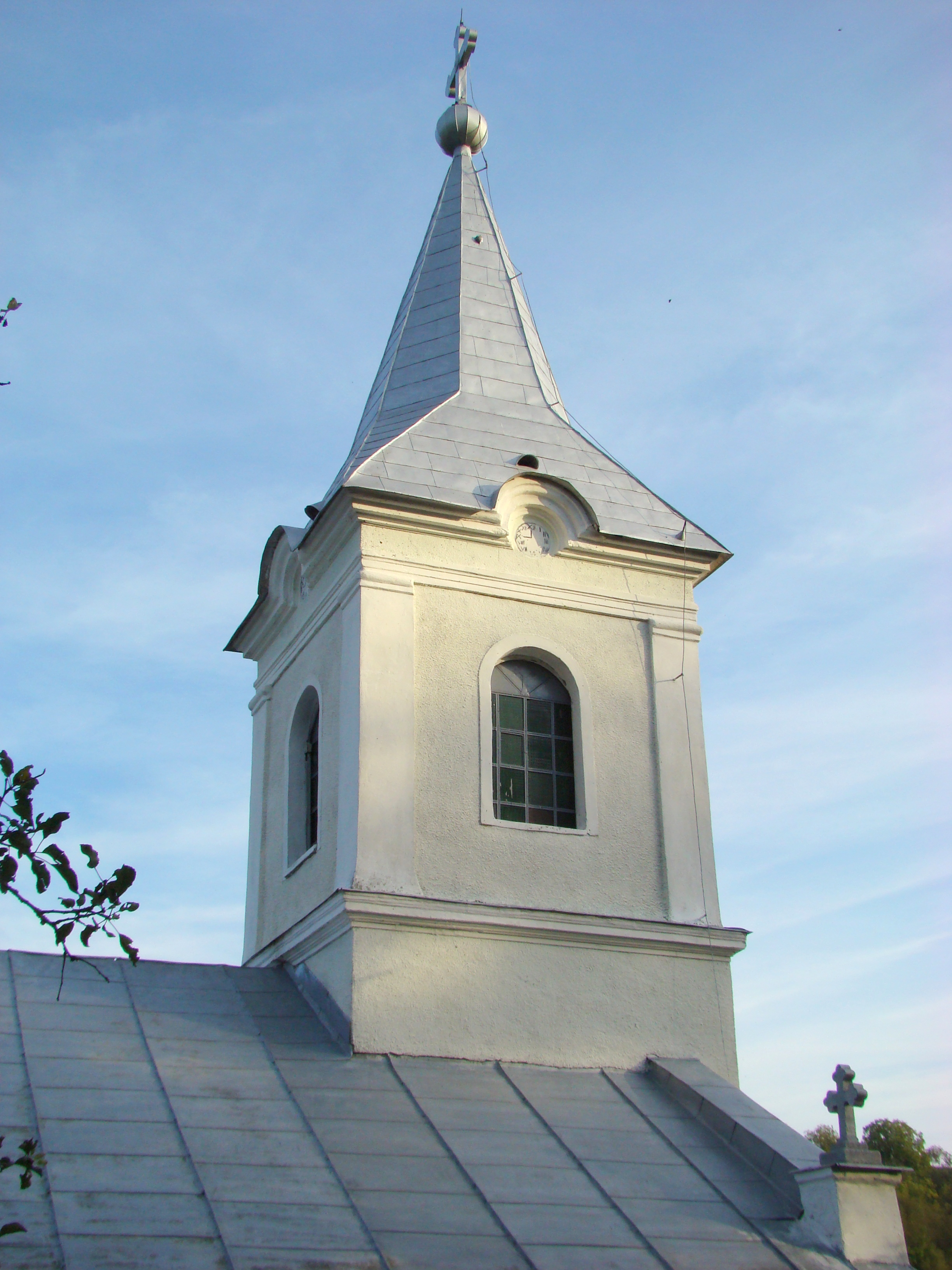
Biserica ortodoxă (turnul)
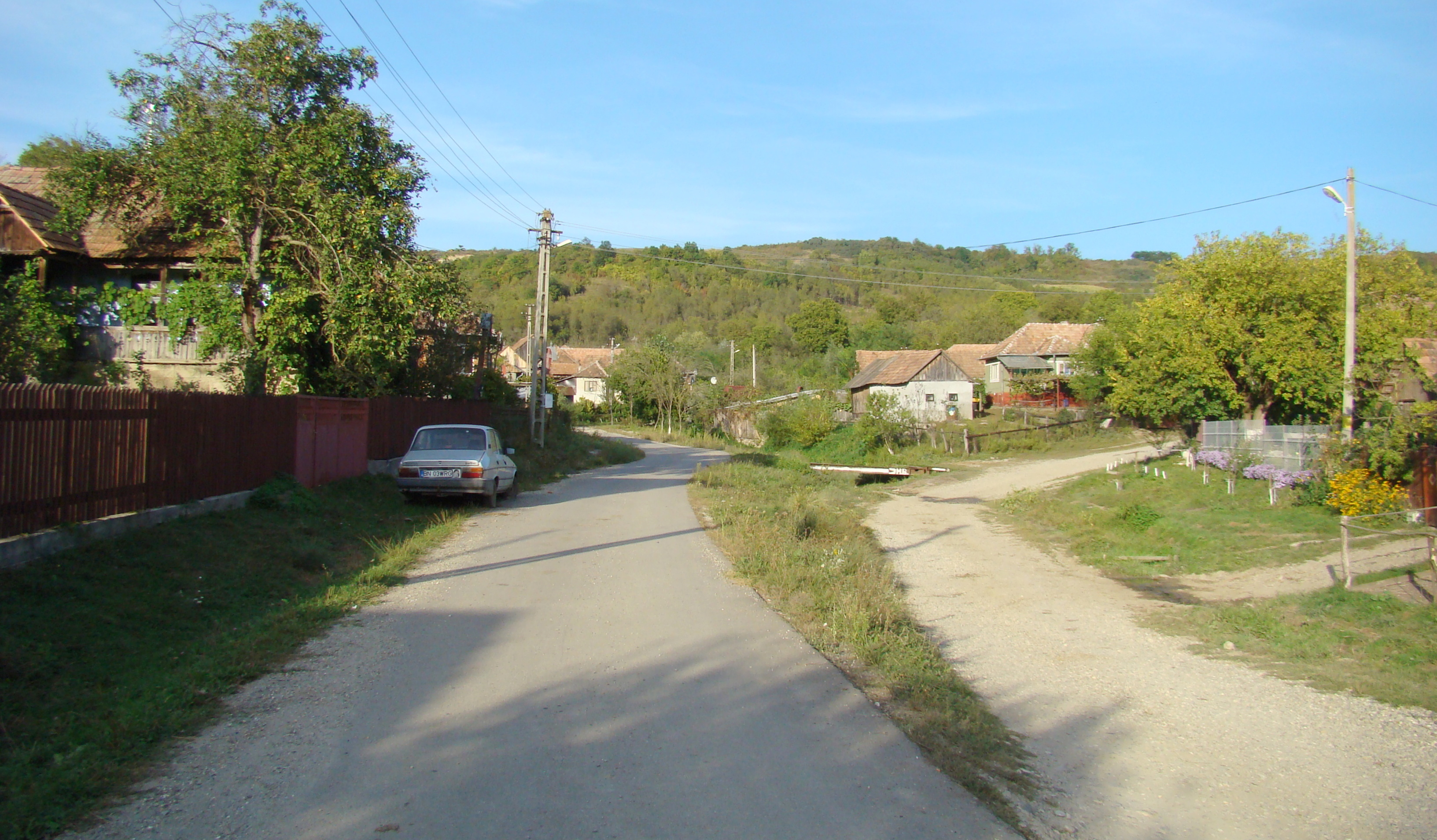
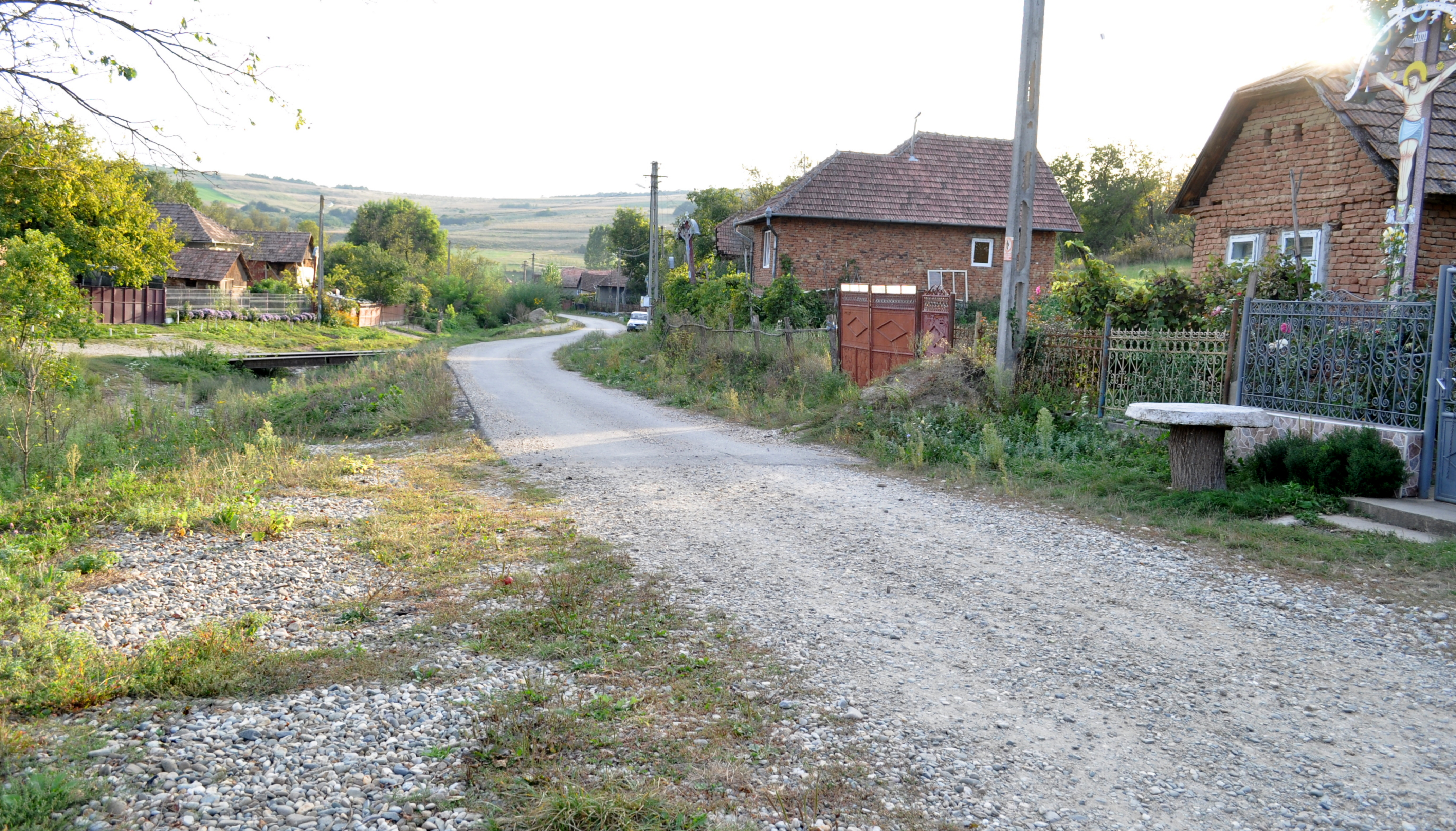
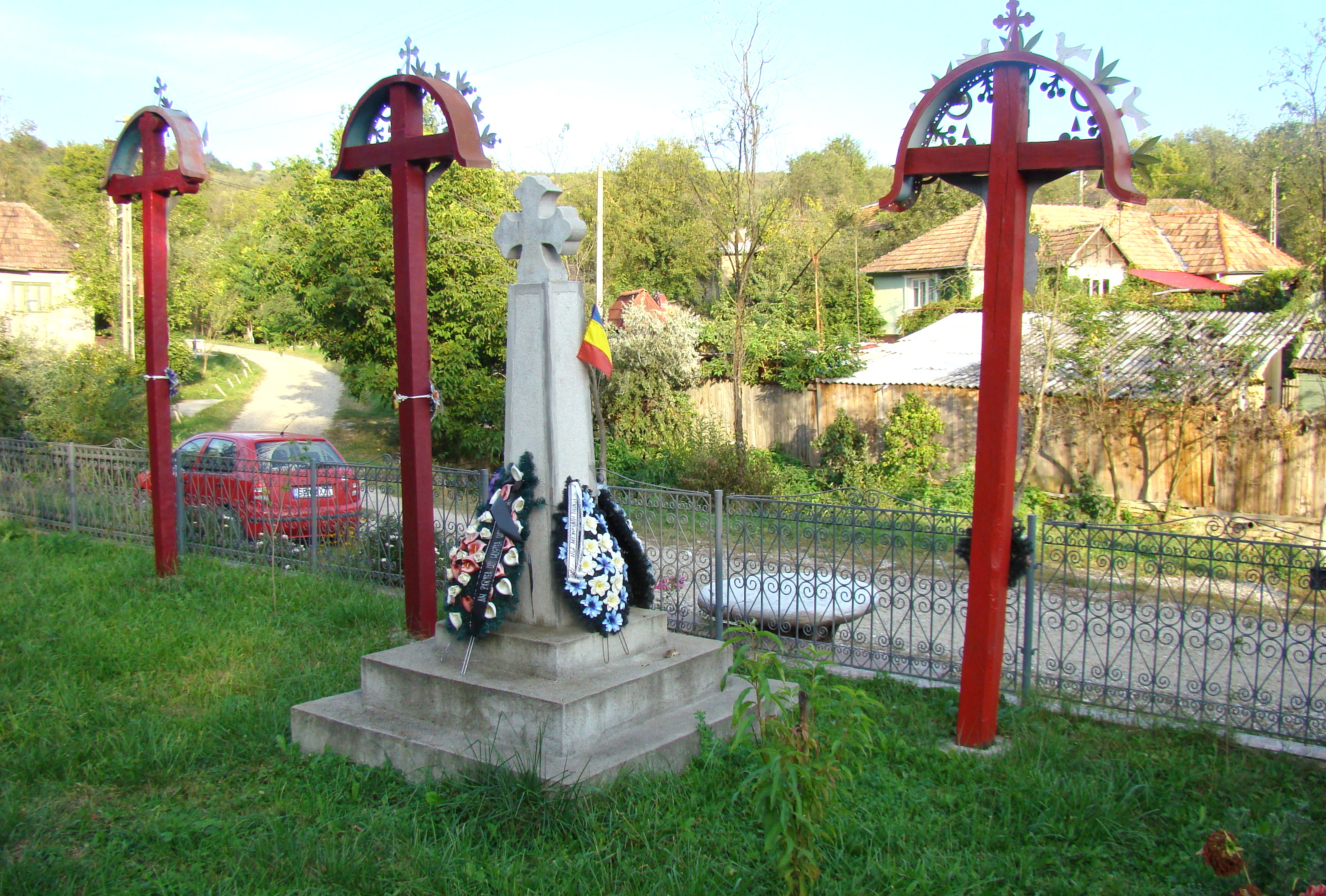
Monumentul Eroilor
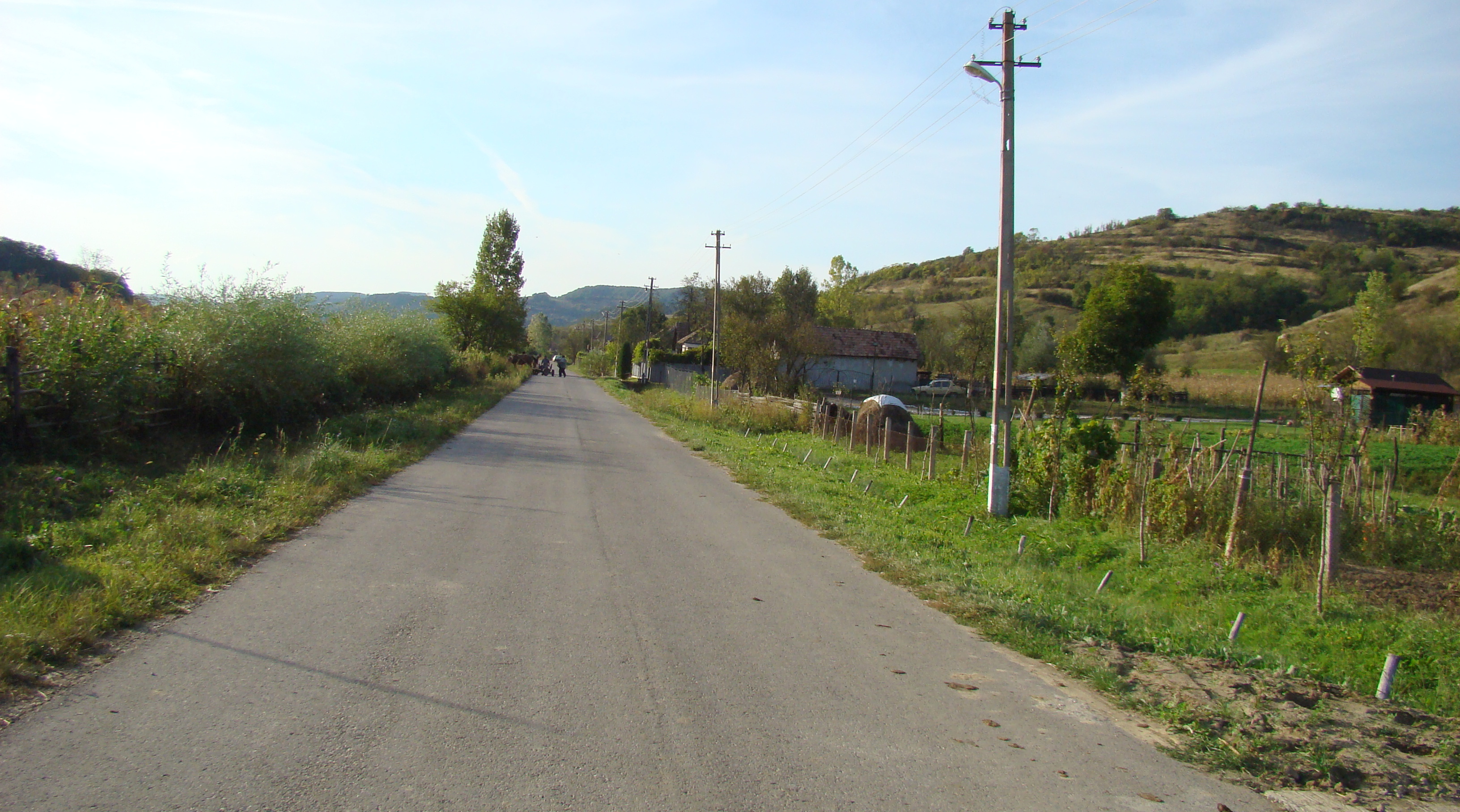